# Distretto di Inabe
Il distretto di Inabe (員弁郡, Inabe-gun?) è uno dei distretti della prefettura di Mie, in Giappone.
Attualmente fa parte del distretto solo il comune di Tōin.
| Controllo di autorità | VIAF (EN) 251169254 · NDL (EN, JA) 00391449 |